# Jingzi, Guangdong
Jingzi är en köping i sydöstra Kina. Den ligger i Zijin härad i staden Heyuan i provinsen Guangdong, omkring 230 kilometer öster om provinshuvudstaden Guangzhou. Antalet invånare är 22 313. Befolkningen består av 11 471 kvinnor och 10 842 män. Barn under 15 år utgör 33 %, vuxna 15-64 år 56 %, och äldre över 65 år 9,0 %.